# Поворотное (село, Севастополь)
Поворо́тное (до 1965 года Подгорное; укр. Поворотне, крымскотат. Povorotnoye, Поворотное) — село в Нахимовском районе города федерального значения Севастополя, входит в состав Верхнесадовского муниципального округа (согласно административно-территориальному делению Украины — центр Верхнесадовского сельсовета Нахимовского района Севастопольского горсовета).

## География
Расположено на левом берегу реки Бельбек, на региональной автодороге 67Р-1Симферополь — Севастополь (по украинской классификации Н-06) (поворот шоссе после спуска с Мекензиевых гор в долину — отсюда название), высота центра села над уровнем моря 39 м. Расстояние до центра Севастополя — около 17 км, соседние сёла: Дальнее и Фруктовое — примерно в 300 м, ближайшая железнодорожная станция — платформа 1518 км в селе Дальнее.

## Население
| 2001 | 2014 |
| ---- | ---- |
| 232  | ↗249 |

Численность населения по данным переписи населения по состоянию на 14 октября 2014 года составила 249 человек, по данным сельсовета на 2009 год — 232 человека, 92 двора, площадь — 9,4 гектара, на 1998 год — 229 человек (площадь — 17,84 гектара по другим данным).

## История
Судя по описанию Д. Соколова в книге «Прогулка по Крыму с целью ознакомить с ним» 1869 года и трехверстовой карте Шуберта 1865—1876 года на месте современного села располагались почтовая станция Бельбек.
По сведениям из книги «Кто есть кто. Верхнесадовский сельсовет», поселение было основано, как Заря Свободы, в 1950 году. При этом, согласно Списку населённых пунктов Крымской АССР по Всесоюзной переписи 17 декабря 1926 года, в совхозе «Заря Свободы», Бельбекского сельсовета Севастопольского района, имелось 36 дворов, все некрестьянские, население составляло 81 человек (41 мужчина и 40 женщин). В национальном отношении учтено: 54 русских, 17 украинцев, 6 татар, 1 латыш, 3 записаны в графе «прочие» — возможно, это был предшественник Поворотного. 26 апреля 1954 года Крымская область была передана из состава РСФСР в состав УССР. На 15 июня 1960 года село, в составе Верхнесадовского сельсовета Бахчисарайского района, уже называлось Подгорное, переименованное, согласно справочнику «Крымская область, 1968 год», в период с 1954 года по 1968 год, в Поворотное (видимо, это произошло в 1965 году, когда указом Президиума ВС УССР «О внесении изменений в административное районирование УССР — по Крымской области» в состав горсовета вошло другое село Подгорное, во избежание дублирования. По данным переписи 1989 года в селе проживало 276 человек. С 21 марта 2014 года в составе Севастополя аннексировано Россией.